# Baccalauréat sciences et technologies industrielles en génie électronique
Pour un article plus général, voir Baccalauréat technologique.
Jusqu'en 2012, le baccalauréat sciences et technologies industrielles en génie Électronique, appelé aussi "ELN" pour électronique et précédemment  "Bac F2" était une série baccalauréat sciences et technologies industrielles préparé dans les lycées généraux et technologiques.
Ce baccalauréat était destiné aux élèves de 1re et de Terminale de lycée qui s'intéressaient à l'électronique après une seconde générale et technologique ou un diplôme professionnel : BEP en suivant une Première d'adaptation
Ce bac était constitué d'un tronc commun à toutes les séries de STI  pour les matières générales et de cours spécialisés à la série choisie (cours de technique). Il combinait la théorique à la pratique, à forte dominance théorique.
Dominantes : Mécanique, Automatisme, Informatique industrielle, Électronique, Mathématiques.

## En Première
Tronc commun (matières générales) :
- Mathématiques (4 heures)
- Français (4 heures)(baccalauréat anticipé : coefficient 2 écrit et 1 oral)
- Langue Vivante 1 (2 heures)
- Histoire géographie (2 heures)(baccalauréat anticipé : coefficient 1)
- EPS (2 heures)

Matières technologiques :
- électronique (6 heures)
- Automatique & Informatique Industrielle (3 heures)
- Sciences Physiques et Physique Appliquée (6 heures)
- Étude des constructions (5 heures)

## En Terminale
Matières générales
- Mathématiques : 4 heures (coefficient 4)
- LV1 : 2 heures (coefficient 2)
- Philosophie : 2 heures (coefficient 2)
- EPS : 2 heures (coefficient 2)

Matières technologiques :
- Étude des Systèmes Techniques Industriels : 12 heures (coefficient 9)
- Étude des constructions : 4 heures 30 (coefficient 6)
- Sciences Physiques et Physiques Appliquée : 6 heures (coefficient 7)

## Description des cours technologiques

### L'ESTI
L'ESTI (Étude des systèmes techniques industriels) était le cœur de formation du Bac STI Electronique. Derrière ce nom se cache en fait un regroupement de 3 matières : 
1. L'AII (Automatisme et Informatique Industrielle).
Dans cette matière, l'élève apprend et découvre toutes les façons de détecter, gérer et transmettre les informations dans les chaines et l'informatique industrielle par des cours mais surtout des travaux pratiques…
2. L'Electronique.
Dans cette matière, l'élève découvre et apprend les manières de créer, transporter et transformer l'énergie électrique… mais aussi les manières de protéger les biens et les personnes (risques électriques) au cours des deux années, l'élève recevra une formation à l'habilitation…
3. L'ESTI (Étude des Systèmes Techniques Industriels).
Dans ce cours qui est très en parallèle avec L'AII et L'Electronique, l'élève approfondira son apprentissage sur l'électricité.

### La physique appliquée
La physique appliquée est une matière très importante pour ce Baccalauréat car c'est dans celle-ci que l'élève va approfondir ses connaissances sur les phénomènes et les lois sur l'électricité. Il ne s'agit plus de physique fondamentale comme enseignée en seconde mais de physique appliquée à l'électricité.

### La Mécanique des constructions
La Mécanique appelée aussi mécanique & constructions ou Étude des constructions est une matière dans laquelle l'élève étudiera les relations entre les corps mécaniques comme les lois statiques et cinématiques des solides; parmi d'autres…

### Les options
Des options  comme EPS, LV2, LV3 peuvent être choisies par l'élève. En ce qui concerne les langues vivantes, (la LV1 étant obligatoire) une LV2 est conseillée à l'élève par les professeurs mais peu d'entre eux s'inscrivent à cette option qui n'est pas indispensable. Les points au-dessus de 10 obtenus dans ces options comptent comme des points supplémentaires dans le total de points du BAC.

## Le Baccalauréat

### Les épreuves anticipées en fin de première
En fin de première, l'élève passera les épreuves anticipées du baccalauréat en : 
1. Français : À l'écrit et à l'oral : Coefficient 3 dont 1 à l'oral
2. Histoire géographie : à l'oral : Coefficient 1

Ce qui nous fait en tout 4 coefficients.
L'élève n'aura donc plus cours de français et d'histoire géographie en terminale.

### Les épreuves de fin de Lycée
En fin de terminale, ce sont les inévitables épreuves du baccalauréat. Elles sanctionnent les deux années de connaissance de première et de terminale. Voici les matières et leurs coefficients : 
1. Philosophie : Coefficient 2
2. Mathématiques : Coefficient 4
3. Langue vivante 1 : Coefficient 2
4. EPS : Coefficient 2
5. Étude des constructions : Coefficient 6
6. Étude des Systèmes Techniques Industriels : Coefficient 9
7. Physique appliquée : Coefficient 7

Pour obtenir son Baccalauréat, il faut avoir la moyenne, soit 10 sur 20. Les élèves qui n'auraient pas obtenu la moyenne peuvent avoir une seconde chance au rattrapage.
Les dossiers scolaires des élèves ayant obtenu entre 8 et 10 sont ouverts et selon les appréciations des professeurs, le comité choisit soit de lui faire passer un oral de rattrapage, soit si le dossier n'est pas concluant de le laisser refaire une année de terminale.

## Études supérieures
Les bacheliers STI ne se lancent que rarement (voire jamais) directement dans le monde du travail. Plusieurs possibilités s'offrent alors à eux :
- Les études dites "courtes" (2 ans) : BTS ou DUT GEII ces voies sont dans la majeure partie des cas la poursuite d'étude des bacheliers STI (80 %)[1].
- Les études plus longues comme un Diplôme d'ingénieur (5 ans)

Les voies d'accès aux études longues en école d'ingénieurs sont triples :
- La Classe préparatoire aux grandes écoles (CPGE) grâce à la filière TSI.
- L'accès en admission parallèle après un DUT GEII, plus de 30 % des bacheliers STI diplômés de DUT prennent cette voie Enquête Diplômés DUT 2005, page 22 .
- L'accès par concours spécial ATS après un BTS + une année de classe préparatoire ATS.